# Balbatti, Jevargi
Balbatti là một làng thuộc tehsil Jevargi, huyện Gulbarga, bang Karnataka, Ấn Độ.